# Championnats d'Afrique d'escrime 2020
Navigation
Édition précédente Édition suivante
Les championnats d'Afrique d'escrime 2020 sont la vingtième édition des championnats d'Afrique d'escrime. Initialement prévus du 19 au 24 avril 2020 au Caire, en Égypte, les championnats sont reportés à une date ultérieure en raison de la pandémie de Covid-19. La compétition est finalement annulée.